# Internazionali di Tennis Monza e Brianza 2005
Gli Internazionali di Tennis Monza e Brianza 2005, noti come Mitsubishi Electric Europe Cup per motivi di sponsorizzazione, sono stati un torneo di tennis facente parte della categoria ATP Challenger Series nell'ambito dell'ATP Challenger Series 2005. Il torneo si è giocato a Monza in Italia dal 18 al 24 aprile 2005 su campi in terra rossa.

## Vincitori

### Singolare
Alessio Di Mauro ha battuto in finale  Nicolas Devilder con il punteggio di 6–1, 2–6, 6–3

### Doppio
Nicolas Devilder /  Olivier Patience hanno battuto in finale  Massimo Bertolini /  Uros Vico con il punteggio di 7–5, 6–4